# Лугове (Шелаболіхинський район)
Лугове́ (рос. Луговое) — село у складі Шелаболіхинського району Алтайського краю, Росія. Входить до складу Ільїнської сільської ради.

## Населення
Населення — 81 особа (2010; 90 у 2002).
Національний склад (станом на 2002 рік):
- росіяни — 98 %